# Kompakt (wytwórnia płytowa)
Kompakt – niemiecka wytwórnia płytowa, wydająca muzykę elektroniczną, założona w 1998 r.
Pomysłodawcami założenia wytwórni i zarazem jej realizatorami byli producenci Wolfgang Voigt, Michael Mayer oraz Jürgen Paape. W połowie lat 90. XX wieku postanowili oni stworzyć w mieście Kolonii stylowe miejsce, które pełniłoby m.in. role dystrybutora niezależnych wydawnictw muzycznych.
Pierwsza płyta wydana została w 1998 roku. Była to kompilacja zatytułowana Köln Kompakt 1.

## Profil wydawnictwa
Działalność Kompaktu ukierunkowana jest na wydawanie muzyki elektronicznej z gatunku minimal techno, ambient oraz IDM w specyficznej stylistyce, łączącej w sobie sceny berlińską i chicagowską. Muzyka ta, określana mianem „kolońskiej”, jest jednak nieco bardziej eksperymentalna. Założeniem jest stworzenie pomostu łączącego tradycje ze współczesnością.

## Oddziały
- Auftrieb
- Freiland
- Immer
- K2
- KOMP3 - wydania tylko w formacie MP3
- Kompakt Extra
- Kompakt Pop
- Kreisel 99
- Profan